# Keydomar Vallenilla
Keydomar Giovanni Vallenilla Sánchez (ur. 10 sierpnia 1999 w La Guairi) – wenezuelski sztangista, srebrny medalista igrzysk olimpijskich, brązowy medalista mistrzostw świata i brązowy medalista igrzysk panamerykańskich.
W 2019 na rozgrywanych w Limie igrzyskach panamerykańskich zdobył brązowy medal w wadze półciężkiej. Na igrzyskach olimpijskich w Tokio w 2020 roku wywalczył srebrny medal w tej samej kategorii wagowej. W zawodach tych rozdzielił na podium reprezentanta Kataru Faresa Ibrahima i Antona Plesnoja z Gruzji. W 2021 na mistrzostwach świata uzyskał w dwuboju wynik 391 kg i otrzymał brązowy medal.